# Integrale di Frullani
Gli integrali di Frullani sono integrali definiti della forma
{\displaystyle \int \limits _{0}^{\infty }{\frac {f(ax)-f(bx)}{x}}\,{\rm {d}}x}
dove {\displaystyle {f(x)}} è una funzione per {\displaystyle {x\geq 0}} e il limite di {\displaystyle {f(x)}} esiste a {\displaystyle {\infty }}.
La seguente formula per la loro soluzione generale vale solo se {\displaystyle f'(x)} è una funzione continua e l'integrale converge: 
{\displaystyle {\int \limits _{0}^{\infty }{\frac {f(ax)-f(bx)}{x}}\,{\rm {d}}x=(f(0)-f(\infty ))\ln {\frac {b}{a}}}}
Una dimostrazione di questa formula si ha utilizzando il Teorema Fondamentale del Calcolo e il Teorema di Fubini. 
Gli integrali prendono il nome dal matematico italiano Giuliano Frullani. 